# Дански пролаз
Дански пролаз је мореуз између Гренланда и Исланда. Повезује Гренландско море са Атлантским океаном. Ширина пролаза је око 260 km, а дубина до 227 m. 
У близини Исланда са југа на сјевер тече топла морска струја Ирмингер. У близини Гренланда, са сјевера на југ тече Источно-гренландска струја.

## Географија
Теснац повезује Гренландско море, продужетак Арктичког океана, са Ирмингеровим морем, делом Атлантског океана. Оно се протеже на 480 km (300 mi) у дужину и 290 km (180 mi) у најужем делу, између Страумнеса, северозападног рта полуострва Вестфјордс Хорнстрандир, и рта Тупиниер на обали Блосевил у Источном Гренланду. Званична граница Међународне хидрографске организације (IHO) између Арктика и Северног Атлантског океана иде од Страумнеса до рта Нансен, југозападно од рта Тунипиер. Од Страумнеса до рта Нансен удаљеност је 336 km (209 miles).

## Хидрографија
Уски дубински сегмент, где Гренландско-исландски успон тече дуж дна мора, износи 191 m (625 ft). Хладна Источногренландска струја пролази кроз пролаз и носи санте леда на југ у северном Атлантику. У пролазу обитавају значајни рибњаци.
Највећи познати подводни водопад на свету, познат као катаракта Данског пролаза, тече низ западну страну Данског пролаза.

## Битка у Данском пролазу
Током Другог светског рата, Битка у Данском пролазу одиграла се 24. маја 1941. Немачки бојни брод Бизмарк потопио је британски бојни крсташ ХМС Худ, који је експлодирао уз губитак свих осим три од 1.418 чланова посаде; ХМС Принц од Велса је озбиљно оштећен у сукобу. Бизмарк је ушао у Атлантик кроз пролаз, али штета претрпљена у бици - у комбинацији са мисијама претраживања и уништавања британских авиона - довела је до његовог потонућа три дана касније.